# Life, Love & Hope
Life, Love & Hope —en español: Vida, amor y esperanza— es el sexto álbum de estudio de la banda estadounidense de rock Boston y fue lanzado al mercado en el año de 2013 en formato de disco compacto por Frontiers Records en Norteamérica y Europa, mientras que en Japón fue la compañía Marquee Inc. quién lo publicó.

## Grabación y lanzamiento
Este material discográfico fue grabado durante una década (2003-2013) en el estudio personal de Tom Scholz, líder y guitarrista del grupo.  Fue producido por Scholz. Este álbum contiene canciones de su producción anterior, Corporate America, las cuales volvieron a ser grabadas.
Life, Love & Hope fue publicado en Estados Unidos y Canadá el 3 de diciembre, en Europa el 6 y en Japón se lanzó el 18 de diciembre de 2013.

## Contenido
Algunos temas de Life, Love & Hope son melodías regrabadas de su álbum anterior.  Este es el primer disco de Boston en el que Scholz interpreta la voz principal en una canción, así como el primero desde el suicidio de Brad Delp en 2007. Delp, Kimberly Dahme, Tommy DeCarlo, David Victor, Louis St. August y Jude Nejmanowski colaboraron en la voz líder de algunos sencillos.

## Recepción del público
En la primera semana de su lanzamiento, Life, Love & Hope alcanzó el 34.° puesto en el Billboard 200, así como los lugares 3.° y 5.° en el Top Independent Albums y Top Rock Albums respectivamente.  En Europa este disco entró en las listas de popularidad de los Países Bajos y la Confederación Helvética, ubicándose entre los lugares 70.° y 100.°.

## Crítica
El editor de Allmusic, Tom Sendra, realizó una crítica a este disco.  Según Sendra, «Life, Love & Hope suena, en su mayoría, como un disco del antiguo Boston, especialmente en los temas donde canta Delp». Sendra aplaudió el canto de David Victor, mencionando que  «suena muy parecido a Delp y que hace un gran trabajo llenando sus zapatos en “Heaven on Heart”, el mejor tema del álbum». Sin embargo, Sendra discriminó el trabajo vocal, las guitarras, la batería y el mezclado del disco. Por último, sentenció que «Corporate America se oía como un trabajo mejor realizado a comparación de Life, Love & Hope».

## Diferentes ediciones
Existen algunas versiones que se diferencian, según la región donde fueran publicadas. En Estados Unidos y Canadá se lanzó una edición limitada de dos discos de vinilo que contenían dos canciones extra. En la versión japonesa, además de los once temas normales, se incluyó una grabación diferente de la melodía «Someday», en la que, a diferencia de la original, cantaba únicamente Tom Scholz.

## Lista de canciones

### Versión original
Todas los temas fueron compuestos por Tom Scholz, excepto donde se indica lo contrario.

| Versión americana y europea |                                                                            |                                    |                                     |          |  |
| N.º                         | Título                                                                     | Escritor(es)                       | Voz principal                       | Duración |  |
| 1.                          | «Heaven on Earth» (coros de Tom Scholz)                                    |                                    | David Victor / Louis St. August     | 3:37     |  |
| 2.                          | «Didn't Mean to Fall in Love» (versión remasterizada de Corporate America) | Scholz / Curly Smith / Janet Minto | Brad Delp                           | 5:13     |  |
| 3.                          | «Last Day of School» (canción instrumental)                                |                                    |                                     | 2:02     |  |
| 4.                          | «Sail Away»                                                                |                                    | Delp / Kimberly Dahme               | 3:42     |  |
| 5.                          | «Life, Love & Hope»                                                        |                                    | Tommy DeCarlo                       | 3:57     |  |
| 6.                          | «If You Were in Love»                                                      |                                    | Kimberly Dahme                      | 4:10     |  |
| 7.                          | «Someday»                                                                  |                                    | Scholz / DeCarlo / Jude Nejmanowski | 3:44     |  |
| 8.                          | «Love Got Away»                                                            |                                    | Tom Scholz                          | 4:28     |  |
| 9.                          | «Someone (2.0)» (regrabado y remasterizado)                                |                                    | Brad Delp                           | 4:00     |  |
| 10.                         | «You Gave Up in Love (2.0)» (regrabado)                                    |                                    | Scholz / Dahme / DeCarlo            | 4:07     |  |
| 11.                         | «The Way You Look Tonight»                                                 |                                    | Tommy DeCarlo                       | 3:52     |  |
| 42:52                       |                                                                            |                                    |                                     |          |  |

#### Versión japonesa
| Canción extra |                                                 |               |          |  |
| N.º           | Título                                          | Voz principal | Duración |  |
| 12.           | «Someday» (con Scholz como vocalista principal) | Tom Scholz    | 3:45     |  |
| 46:37         |                                                 |               |          |  |

#### Edición especial (Estados Unidos y Canadá)
| Lado A |                                                                            |                        |                     |          |  |
| N.º    | Título                                                                     | Escritor(es)           | Voz principal       | Duración |  |
| 1.     | «Heaven on Earth» (coros de Tom Scholz)                                    |                        | Victor / St. August | 3:37     |  |
| 2.     | «Didn't Mean to Fall in Love» (versión remasterizada de Corporate America) | Scholz / Smith / Minto | Brad Delp           | 5:13     |  |
| 3.     | «Last Day of School» (canción instrumental)                                |                        |                     | 2:02     |  |
| 4.     | «Sail Away»                                                                |                        | Delp / Dahme        | 3:42     |  |
| 5.     | «Life, Love & Hope»                                                        |                        | Tommy DeCarlo       | 3:57     |  |
| 6.     | «If You Were in Love»                                                      |                        | Kimberly Dahme      | 4:10     |  |

| Lado B |                                                   |                                                                 |                                |          |  |
| N.º    | Título                                            | Escritor(es)                                                    | Voz principal                  | Duración |  |
| 7.     | «Someday»                                         |                                                                 | Scholz / DeCarlo / Nejmanowski |          |  |
| 8.     | «Love Got Away»                                   |                                                                 | Tom Scholz                     |          |  |
| 9.     | «Someone (2.0)» (regrabado y remasterizado)       |                                                                 | Brad Delp                      | 4:00     |  |
| 10.    | «You Gave Up in Love (2.0)» (regrabado)           |                                                                 | Scholz / Dahme / DeCarlo       | 4:07     |  |
| 11.    | «Te quiero mía»                                   |                                                                 | Brad Delp                      | 3:58     |  |
| 12.    | «The Way You Look Tonight»                        |                                                                 | Tommy DeCarlo                  | 3:52     |  |
| 13.    | «O Canada» (versión del himno nacional de Canadá) | Adolphe-Basile Routhier / Robert Stanley Weir / Calixa Lavallée |                                | 1:28     |  |
| 47:54  |                                                   |                                                                 |                                |          |  |

## Créditos

### Boston
- Brad Delp — voz principal y coros (en las canciones «Didn't Fall in Love», «Sail Away» y «Someone (2.0)»)
- Tom Scholz — voz principal y coros (en las canciones «Someday», «Love Got Away» y «You Gave Up on Love (2.0)»), guitarra líder, guitarra rítmica, bajo, batería, teclados y órgano
- Kimberly Dahme — voz principal (en las canciones «Sail Away», «If You Were in Love» y «You Gave Up on Love (2.0)») y flauta (en la canción «You Gave Up on Love (2.0)»)
- Tommy DeCarlo — voz principal (en las canciones «Life, Love & Hope», «Someday», «You Gave Up on Love (2.0)» y «The Way You Look Tonight»)
- Gary Pihl — guitarra (en la canción «Life, Love & Hope»)
- Curly Smith — armónica y arpa (en la canción «Someday»)

### Músicos adicionales
- David Victor — voz principal (en la canción «Heaven on Earth»)
- Louis St. August — voz principal y coros (en la canción «Heaven on Earth»)
- Jude Nejmanowski — voz principal (en la canción «Someday»)
- Beth Cohen — coros (en la canción «You Gave Up on Love (2.0)»)
- Jeff Neal — coros

### Personal de producción
- Tom Scholz — productor e ingeniero de sonido
- Toby Mountain — masterización
- Gary Pihl — distribución
- Bill Ryan — edición digital
- Kim Scholz — directora de arte
- Darvin Atkenson — trabajo de arte
- Kamal Asar — fotógrafo
- Ron Pownall — fotógrafo
- Bob Summers — fotógrafo
- Jon Viscott — fotógrafo

## Listas
| Año  | País           | Lista                              | Posición máxima |
| ---- | -------------- | ---------------------------------- | --------------- |
| 2013 | Estados Unidos | Billboard 200                      | 37.°            |
| 2013 | Estados Unidos | Billboard Top Independent Albums   | 3.°             |
| 2013 | Estados Unidos | Billboard Top Rock Albums          | 5.°             |
| 2013 | Países Bajos   | Mega Charts Album Top 100          | 93.º            |
| 2013 | Suiza          | Schweizer Hitparade Albums Top 100 | 74.°            |